# Немоєвко
Немоєвко (пол. Niemojewko, нім. Ebersfelde) — село в Польщі, у гміні Стшельно Моґіленського повіту Куявсько-Поморського воєводства.
Населення — 153 особи (2011).
У 1975-1998 роках село належало до Бидгощського воєводства.

## Демографія
Демографічна структура станом на 31 березня 2011 року:
|          | Загалом | Допрацездатний вік | Працездатний вік | Постпрацездатний вік |
| -------- | ------- | ------------------ | ---------------- | -------------------- |
| Чоловіки | 77      | 15                 | 50               | 12                   |
| Жінки    | 76      | 18                 | 40               | 18                   |
| Разом    | 153     | 33                 | 90               | 30                   |